# Dow Inc.
Dow Inc. er en amerikansk kemivirksomhed. Den blev fraspaltet DowDuPont 1. april 2019. Virksomheden har hovedkvarter i Midland, Michigan. Det primære datterselskab i virksomheden er Dow Chemical Company.